# Grosmannia crassivaginata
Grosmannia crassivaginata är en svampart som först beskrevs av H.D. Griffin, och fick sitt nu gällande namn av Zipfel, Z.W. de Beer & M.J. Wingf. 2006. Grosmannia crassivaginata ingår i släktet Grosmannia och familjen Ophiostomataceae.   Inga underarter finns listade i Catalogue of Life.